# Буковина (футбольний клуб)
«Букови́на» — український футбольний клуб з міста Чернівці. Заснований в 1958 році під назвою «Авангард». У радянські часи команда двічі (у 1982 і 1988) ставала чемпіоном УРСР і тричі (у 1968, 1980 і 1989) срібним призером. Тричі доходили до чвертьфіналу кубка УРСР. У 1990 році ставала переможцем Другої ліги СРСР. Проте найвищим досягненням клубу в чемпіонатах Радянського Союзу є 5-е місце в Першій лізі СРСР. За часів незалежної України команда ставала срібним призером Першої ліги України в 1996 році, і двічі переможцем Другої ліги України в 2000 і 2010 році. У 1992 році команда зайняла 6-е місце у Вищій лізі, яке по праву вважається кращим результатом в першості України. Проте найбільшим досягненням клубу є вихід в півфінал Кубка України в сезоні 2024/25. Також клуб є одним із 7 футбольних клубів України, які залишилися серед «профі» з першого сезону чемпіонату України (не втрачали професійний статус з моменту незалежності України) та відповідно одним із 3 в Україні, який безперервно виступає з моменту заснування клубу (не втрачали професійний статус в радянські часи — «мається на увазі»: не позбавлялися статусу команди майстрів після першого його отримання). Наразі виступає у першій лізі чемпіонату України, де змагається за вихід до  української Прем'єр-ліги.

## Історія

### Історія назв
- 1958—1964: «Авангард»
- 1965—дотепер: «Буковина»

### Історія клубу
Див. також: «Буревісник» (Чернівці)

#### В радянську добу
У 1958 році в Чернівцях була створена футбольна команда «Авангард». Тому ж року команда дебютувала в чемпіонаті України, і набравши 22 очки, опинилася на другому місці в 5-й зоні. У 1959 році «Авангард» набрав однакову кількість очок з командами Луцька та Мукачева, але за різницею м'ячів виявився третім.
1960 став дебютним для чернівецької команди в класі «Б» (перша зона УРСР) чемпіонату СРСР. За результатами сезону буковинці посіли 8 місце. Наступні роки «Авангард» провів серед середняків турнірної таблиці в одній із зон УРСР, а в стикових матчах за фінальні місця зіграв наступним чином: 1961 — 18, 1962 — 29, 1963 — 29, 1964 — 28.
У 1965 році команда змінила назву на «Буковина». А за підсумками чемпіонату зайняла 7 місце у класі «Б» другої зони УРСР. У стикових іграх за 19 – 24 місця чернівчани опинилися на 20 сходинці.
У сезоні 1966 буковинці посіли 10 місце в другій українській зоні. У стикових іграх за 19–20 місця переграли житомирське «Полісся» — 3:2, 1:1. В наступному сезоні чернівчани фінішували на 14 місці.
Найбільш вдалий сезон у класі «Б» чернівецька «Буковина» провела в 1968 році. Команда під управлінням Віктора Лебедєва зуміла посісти другий рядок турнірної таблиці. Протягом сезону 1968 на перших позиціях перебували команди «Буковина» та «Авангард» з Тернополя. В результаті на першій сходинці опинилися представники Тернополя — 66 очок, а на другому — «Буковина» — 60. Фінальний турнір за 1-8 місця проходив у Чернівцях і Тернополі. На вирішальному етапі змагалися по чотири найкращі команди з двох українських зон. Чернівецькі і тернопільські футболісти набрали по 11 очок. Додатковий матч за звання чемпіона України відбувся у Тернополі. Перемогла команда «Авангард» — 2:0. Чемпіонське звання вибороли гравці з Тернополя, а буковинці опинилися на другому місці.
У сезоні 1969 чернівецька «Буковина» вперше виступала у другій групі класу «А», де посіла 9 сходинку. Наступного сезону підопічні Михайла Михалини також виступили непогано – 8 місце.
У 1971 році другу групу реорганізували у другу лігу. «Буковина» під керівництвом майстра спорту Анатолія Сучкова зайняла лише 16 місце. Кращим бомбардиром команди став Віктор Росс – 13 голів. У сезоні 1972 чернівчани виступили ще гірше – 21 місце серед 24 команд. Чемпіонат 1973 чернівчани розпочали невдало. Як наслідок, у Чернівці працювати старшим тренером приїхав колишній гравець київського «Динамо», майстер спорту міжнародного класу Федір Медвідь. «Буковина» завершила сезон на 14 місці. А кращим бомбардиром став досвідчений Володимир Воронюк – 14 голів.
У перших турах сезону 1974 чернівчани набрали лише два очка. Згодом команду залишив старший тренер Федір Медвідь, а його місце зайняв Анатолій Молотай. Колектив із останнього місця зумів піднятися на 14 сходинку. Найкраще з нападників зіграв Янош Габовда – 14 м’ячів. Сезон 1975 чернівецька команда розпочала з кількома новими гравцями. Упродовж усього першого кола підопічні Анатолія Молотая перебували серед лідерів. На жаль, втриматися у лідируючій групі буковинцям не вдалося. Чемпіонат завершили на десятій сходинці.
У чемпіонаті 1976 свою першу перемогу чернівецька «Буковина» спромоглася здобути лише у дванадцятому турі. Тож Анатолію Молотаю довелося залишити посаду старшого тренера. На Буковину приїхав екс – капітан київського «Динамо», заслужений тренер України Абрам Лерман. Розпочалося омолодження складу команди. Команда завершила сезон лише на 14 сходинці. В сезоні 1977 чернівчани покращивши свою гру, завершили сезон на 9 сходинці.
Чемпіонат 1978 став для «Буковини» найкращим за 8 – річну історію виступів у другій лізі. Чернівчани посіли 5 місце. До третьої сходинки, яку посіло київське СКА, підопічним Абрама Лермана не вистачило лише 3 очок.
У чемпіонаті 1979 чернівчани також посіли 5 місце. Як і торік, для того щоби посісти призове місце, «Буковині» знову не вистачило трьох очок. На жаль, у 1979 році помер старший тренер чернівецької команди Абрам Лерман. Чернівецьку команду очолив 42 – річний львівський фахівець Борис Розсихін. Наступного успіху команда з Чернівців досягла в 1980 році. Підопічні Бориса Розсихіна зайняли 2-е місце в першості, поступившись лише ЦСКА (Київ). У сезоні 1981 старшим тренером «Буковини» став Олександр Павленко, під керівництвом якого команда посіла 4 сходинку.
1982 приніс «Буковині» золото. Після першого кола чернівчани займали другу сходинку — 32 очки, лідирував павлоградський «Колос». У другому колі чернівчани переграли «Колос» з рахунком 3:0. Три м'ячі у ворота суперника забив Віктор Олійник. Незабаром підопічні Олександра Павленка завоювали чемпіонське звання. До цього званню чернівецька команда додала «Рубіновий кубок» за найбільшу кількість забитих голів — 71. У турнірі за вихід у першу союзну лігу чернівчани виступили невдало. «Буковина» поступилася у двох поєдинках білоруській команді «Дніпро» (Могильов) — 1:2, 1:2 і поділила очки з самаркандським «Динамо» — 3:2, 0:4.
В сезоні 1983 стабільної гри підопічні Олександра Павленка вже не продемонстрували. Як наслідок, перше коло завершили на 10 сходинці, а за підсумками чемпіонату буковинці посіли 6 місце. Перед стартом чемпіонату 1984 «Буковині» майже вдалося зберегти склад. Але на жаль, чернівчани знову виступили нижче своїх можливостей і завершили чемпіонат на 14 місці.
Чемпіонат 1985 «Буковина» завершила на 9 сходинці. Блискуче проявив себе Віктор Мглинець, який став кращим бомбардиром команди (20 голів). Перед початком сезону 1986 замість Олександра Павленка старшим тренером «Буковини» знову став Борис Розсихін. У команді відбулися серйозні зміни, проте сезон видався не вдалим – 15 місце. Після чого Борис Андрійович залишив Чернівці і замість нього старшим тренером «Буковини» став Юхим Школьников, під керівництвом якого команда посіла 4 місце. Після кількох невдалих сезонів, цей результат був розцінений як непоганий.
Перед сезоном 1988 перед «Буковиною» стояло завдання здобути чемпіонське звання і поборотися за вихід до першої ліги. Виступи в чемпіонаті буковинці почали не дуже вдало. Команда тренера Юхима Школьникова втратила очки на своєму полі в матчах з павлоградським «Шахтарем» (1:2), полтавська «Ворскла» (1:1), поступилася на виїзді черкаському «Дніпру» (0:1). Перше коло буковинці завершили на третій позиції. У другому колі «Буковина» зуміла обійти СКА (Одеса), а потім витримати конкуренцію з боку полтавської «Ворскли». Так після шестирічної перерви «Буковина» знову перемогла у другій лізі.
Для виходу в першу лігу чернівецької «Буковині» знову належало зіграти в перехідному турнірі. Цього разу суперниками чернівчан були воронезький «Факел» та «Уралмаш» зі Свердловська (нині Єкатеринбург). У домашніх зустрічах команда здобула дві перемоги з однаковим рахунком 2:1. На виїзді «Буковина» перемогла «Уралмаш» з рахунком 2:0. Доля путівки до першої ліги вирішувалася в матчі «Факел» — «Буковина». Цей поєдинок виграв «Факел» — 2:0. «Буковина» знову не змогла підвищитися в класі.
У сезоні 1989 «Буковина» стала другою, поступившись луцькій «Волині». У тому ж сезоні автобус чернівецької команди потрапив у аварію, як наслідок команда пережила сильний шок. Заслужений тренер УРСР: Юхим Школьников постраждав найбільше та потребував тривалого лікування. Як пізніше він сам зазначив, що напевно це і стало головною причиною того, що вони не змогли знову завоювати чемпіонське звання, а саме: ліквідувати відставання від команди Віталія Кварцяного, яка тим часом перебувала у значному відриві.
У сезоні 1990 «Буковина» повернулася на перше місце. Перед стартом сезону відбулася реорганізація чемпіонату СРСР. Були створені три проміжні «буферні» зони між першою і другою лігами. Переможці цих зон отримували можливість отримати путівку в першу лігу без перехідних ігор. І «Буковині» це вдалося. Перше місце і підвищення в класі було завойовано.
Останній радянський чемпіонат «Буковина» провела в першій лізі, зайнявши 5-е місце.

#### Український період
Перший офіційний матч «Буковина» провела 10 лютого 1992 року, зігравши із хмельницьким «Поділлям» в рамках 1/32 фіналу кубка України, в якому в серії післяматчевих пенальті здобула перемогу. Цей матч увійшов в історію, як перший офіційний футбольний матч в історії незалежної України.
У першому чемпіонаті України «Буковина» стартувала в групі «Б» вищої ліги. Протягом дев'яти турів буковинці йшли без поразок. Команда зуміла обіграти дніпропетровський «Дніпро», тернопільську «Ниву», луцьку «Волинь», зіграти внічию з київським «Динамо». У результаті «Буковина» опинилася в своїй підгрупі на 6-му місці. 
Першу половину наступного чемпіонату з сімома перемогами в активі і всього чотирма поразками (15 турів), команда завершила на четвертому місці. Попереду були лише «Дніпро» (на 4 очки), «Шахтар» (на 3) та «Динамо» (на 2), такими темпами і в боротьбу за єврокубки можна було б вступити.
Проте в зимове міжсезоння фінансування клубу урізали і один за одним почали залишати ключові гравці, що призвело до стрімкого зниження і розгромних поразок — 12 місце за підсумками сезону. А в сезоні 1993/94 команда і зовсім вилетіла з Вищої ліги, посівши передостаннє місце.
У першій лізі продовжилося падіння. Ні повернення в команду Юхима Школьникова, ні посилення досвідченими гравцями інших команд не принесли «Буковині» досить перемог. Підсумок — 15-е місце.
У сезоні 1995/96 перед командою стояло завдання добути путівку у вищу лігу. «Буковина» отримала непогане поповнення складу і за підсумками сезону стала другою. За регламентом того сезону лише перша команда підвищувалася в класі. Цією командою стала полтавська «Ворскла». «Буковину» знову покинули ключові гравці. Сезон 1996/97 — 9 місце.
У сезоні 1997/98 «Буковина» боролася за виживання, але в перехідному турнірі зберегла прописку в Першій лізі. У сезоні 1998/99 чернівецька команда понизилася в класі. «Буковині» вдалося за один сезон завоювати золоті медалі Другої ліги і повернутися в Першу. У сезоні 2000/01 команда зайняла останнє місце в Першій лізі.
Першість другої ліги сезону 2001/02 «Буковина» завершила на 7-му місці. У наступних сезонах у другій лізі «Буковина» виступала так: 2002/2003 — 13 з 15, 2003/2004 — 12 з 16, 2004/2005 — 6 з 15, 2005/2006 — 6 з 15, 2006/2007 — 10 з 15, 2007/2008 — 4, 2008/2009 — 9.
Перед сезоном 2009/2010 Буковину викупили бізнесмени з Харкова. В сезоні 2009/2010 команду очолив Вадим Заяць і після 9-річної перерви «Буковина» здобула місце у Першій лізі, впевнено посівши перше місце в Другої ліги України. У 2010/2011 сезоні, «Буковина» провела досить-таки впевнений сезон, незважаючи на тривалу перерву — 7 місце. 
У сезоні 2011/2012 Буковина посіла 6 місце, також клуб почав отримувати фінансову підтримку від Дмитра Фірташа. А по завершенню сезону команда отримала від Ігоря Коломойського найбільші в своїй історії преміальні (1 млн доларів) за матч останнього туру проти ФК «Севастополь», в якому буковинська команда не дозволила гостям із Криму себе обіграти, цим же перекреслила їхній вихід до УПЛ.
У сезоні 2012/2013 Буковина посіла 4 місце. З огляду на те що алчевська «Сталь» залишається у Першій лізі, а наступна за нею «Олександрія» відмовилася підвищуватися у класі, в сезоні 2013/14 «Буковина» подала заявку на виступ у Прем'єр-лізі. Однак через відсутність необхідної інфраструктури клубу для Прем'єр-ліги, заявка була відхилена ФФУ.
Після відмови ФФУ бізнесмени з Харкова та люди з оточення Дмитра Фірташа перестали фінансувати «Буковину» і в сезоні 2013/2014 клуб, почав відчувати фінансові проблеми, у зв'язку з цим команду залишили ряд провідних гравців і головний тренер команди. Новим головним тренером став Юрій Гій.
З початком нового 2014/2015 сезону ситуація в команді була складною, а клуб міг припинити своє існування. Але з приходом нового президента Сергія Гринюка, ситуація в клубі стабілізувалася, і головним завданням стало збереження прописки в першій лізі.
По завершенню сезону чернівецька команда зайняла останнє місце в чемпіонаті України серед команд першої ліги сезону 2014/15. Посаду головного тренера залишив Юрій Гій, обов'язки головного тренера виконував Олександр Гуменюк. А доля клубу визначалася 19 червня 2015 на черговій Конференції ПФЛ.
Після проведення якої було прийнято рішення, що «Буковина» братиме участь у чемпіонаті України сезону 2015/2016 у другій лізі, а новим головним тренером став Віктор Мглинець. Під керівництвом нового головного тренера та президента клубу, команду поповнили великий склад нових виконавців, а також клуб отримав нових спонсорів. На міжсезоння команда вирушила на 4 місці, відстаючи на 8 очок від першого місця та на 4 очки від другого. За міжсезонний час чернівецька команда для здобуття високих завдань провела велику ротацію в складі, проте впевнено виконати їх не змогла.
29 травня 2016 року, в чернівецької команди відбулися збори. Під час яких стало відомо, що у відставку вирішили подати головний тренер Віктор Мглинець і його помічник Богдан Самардак. Виконуючим обов'язки головного тренера було призначено екс-захисника «Буковини» Романа Шпірнова, який вже тривалий час працював у клубі. Останній матч чемпіонату «Буковина» провела проти вже чинного чемпіона «Колоса» (Ковалівка), де зіграла в результативну нічию (2:2) і в результаті посіла четверту сходинку у турнірній таблиці. При цьому цей результат дозволив «Буковині» вийти до Першої ліги, в зв'язку з розширенням складу учасників. В сезоні 2015/2016 чемпіонату України «Буковина» стала єдиною командою з усіх ліг, яка не зазнала жодної домашньої поразки.
Новий сезон команда розпочала під керівництвом нового наставника, а саме ним став колишній гравець національної збірної України та багатьох вітчизняних команд Сергій Шищенко. У грудні 2016 року Сергій Юрійович разом зі своїм помічником (Григорій Чурілов) подав у відставку. Із січня 2017 року до призначення нового наставника тренування та підготовку команди до весняної частини чемпіонату проводив Андрій Нікітін та Роман Шпірнов. Новим головним тренером став Олег Ратій, а Андрій Дмитрович і Роман Вікторович в новому тренерському штабі залишилися на попередніх посадах. Також до тренерського штабу увійшов Руслан Гунчак та Валентин Слюсар. У червні того ж року за обопільною згодою сторін співпраця між Олегом Борисовичем і командою була припинена. Під його керівництвом чернівецька «Буковина» зіграла 15 офіційних матчів (3 перемоги, 5 нічиїх, 7 поразок). Також посаду помічника головного тренера залишив Валентин Слюсар. А за підсумками сезону «Буковина» зайняла 16 місце та покинула першу українську лігу.
У липні 2017 року виконуючим обов'язки головну команду буковинського краю очолив Юрій Крафт. Яку наприкінці серпня того ж року залишив за власним бажанням, передавши управління іншому відомому буковинському фахівцю Віктору Івановичу Мглинцю, який вже двічі обіймав цю посаду. Під його керівництвом «Буковина» до кінця 2017/18 сезону зіграла 23 офіційних матча (9 перемог, 6 нічиїх, 8 поразок) і зайняла 6-е місце в своїй групі. На зимове міжсезоння сезону 2018/19 команда вирушила на останній сходинці в тій же групі, маючи в своєму активі 12 набраних очок (3 перемоги, 3 нічійних результата та 11 поразок), в той же час клуб покинув і головний наставник. 
Виконуючим обов'язки головного тренера, керівництво вирішило призначити Віталія Куницю, а його помічником Сергія Гамаля, також пізніше до тренерського штабу приєднався Роман Нестеренко, який відповідає за підготовку воротарів. А вже на початку лютого 2019 року, відбулися загальні збори членів громадської організації ФСК «Буковина», де власне вибирали і саме керівництво. У підсумку президентом чернівецького клубу став Вадим Заяць, а генеральним директором був обраний Валерій Королянчук. 2 травня того ж року Віталій Вікторович написав заяву про звільнення з посади головного тренера, а президент в свою чергу вирішив її розглянути та задовольнити. У підсумку команду виконуючим обов'язки очолив Роман Нестеренко, який в підсумку так і не зміг вивести команду з останнього місця. Під керівництвом Віталія Куниці та Романа Нестеренка команда провела по 5 офіційних матчів (на чолі із першим — 1 перемога, 3 нічиї та 1 поразка, із другим — 1 перемога та 4 поразки).
У літнє міжсезоння команду очолив Андрій Мельничук, а в тренерський штаб увійшли Степан Маковійчук, Валентин Заяць та Юрій Кисилиця. Проте вже згодом Андрій Ярославович подав у відставку, а обов'язки головного наставника перейшли до Степана Івановича. В підсумку достроковий 2019/20 сезон команда завершила на 8 сходинці. У зимове міжсезоння 2020/21 головний тренер Маковійчук залишив займану посаду, а команда в свою чергу під його керівництвом завершила першу частину сезону в середині турнірної таблиці. У березні 2021 року новим головним тренером став 33-х річний Євген Коваленко, а його помічником став такий же молодий спеціаліст Павло Таран. Також як і раніше в тренерському штабі залишилися Юрій Кисилиця та Валентин Заяць. Склад команди в свою чергу змінився на половину і сезон в підсумку був завершений на 7 позиції.
Достроковий 2021/22 сезон команда завершила на 9 сходинці у своїй групі. Тренерським процесом в даному сезоні керував спочатку Коваленко, а після його звільнення обов'язки головного тренера виконував Юрій Кисилиця. Сезон 2022/23 клуб вже розпочав у першій лізі, під керівництвом добре знайомого Андрія Мельничука. До тренерського штабу теж увійшли тренери, які вже працювали в клубі: Павло Таран та Григорій Чурілов. Склад команди в порівнянні із минулим змінився більше ніж на 80%. Також клуб отримав нове керівництво на чолі з молодим президентом – Андрій Сафроняк (вихованець команди та колишній гравець), а спонсорами клубу виступили низка місцевих бізнесменів та меценатів на чолі з мером міста Романом Клічуком. Сезон, який проходив у два етапи «Буковина» завершила на 11 позиції в загальному рейтингу — перший етап видався провальним (передостаннє місце в групі з 8), проте вже на другому етапі команда потрапивши до групи «вибування» впевнено зберегла місце в першій лізі (3-е місце в групі).
Наступний сезон команда провела впевненіше, однак у підсумку загальна позиція теж склалася у вигляді 11 місця, що правда учасників було більше (перший етап – 6 місце у групі з 10, другий етап – 1 місце (перемога) у групі «вибування»). Однак головною подією клубу в цьому сезоні став прихід на початку 2024 року нового спонсора (власника) в особі дніпропетровського бізнесмена Володимира Дубинського, власника компанії «Dmart», баскетбольного та волейбольного клубу «Прометей» та низки інших підприємств. Після чого першочерговим завданням клубу стало вихід команди в УПЛ за підсумками наступного сезону та реконструкція діючої футбольної інфраструктури, а також побудова власної тренувальної бази та футбольної академії. Також наприкінці сезону (за два тури до завершення) з посади головного тренера було звільнено Андрія Мельничука та його першого асистента Сергія Соловйова (що прийшов на цю посаду кілька місяців раніше), а обов'язки головного тренера у двох заключних матчах виконував Григорій Чурілов (перейшовший на посаду спортивного директора кілька місяців раніше), також у тренерському процесі, як і раніше, брали участь другий асистент Віталій Комарницький, тренер воротарів Ігор Білан та тренер Олег Керчу.
Перед стартом 2024/25 сезону новим головним тренером клубу став відомий у минулому гравець донецького «Шахтаря» та національної збірної України Валерій Кривенцов, а його асистентом Олександр Коваль. Також із попереднього тренерського штабу залишився Віталій Комарницький. Склад команди змінився більш ніж на 60%, а починаючи ще із зимового міжсезоння клуб почав підписувати низку досвідчених виконавців. Із втрат найбільше можна виділити, це припинення співпраці з багаторічним лідером команди та найкращим бомбардиром в історії чернівецької «Буковини» в український період Василем Палагнюком. Восени 2024 року головного наставника Валерія Сергійовича було звільнено із займаної посади, внаслідок чого в якості виконуючого обов'язків команду очолив спортивний директор Григорій Чурілов.

## Стадіон

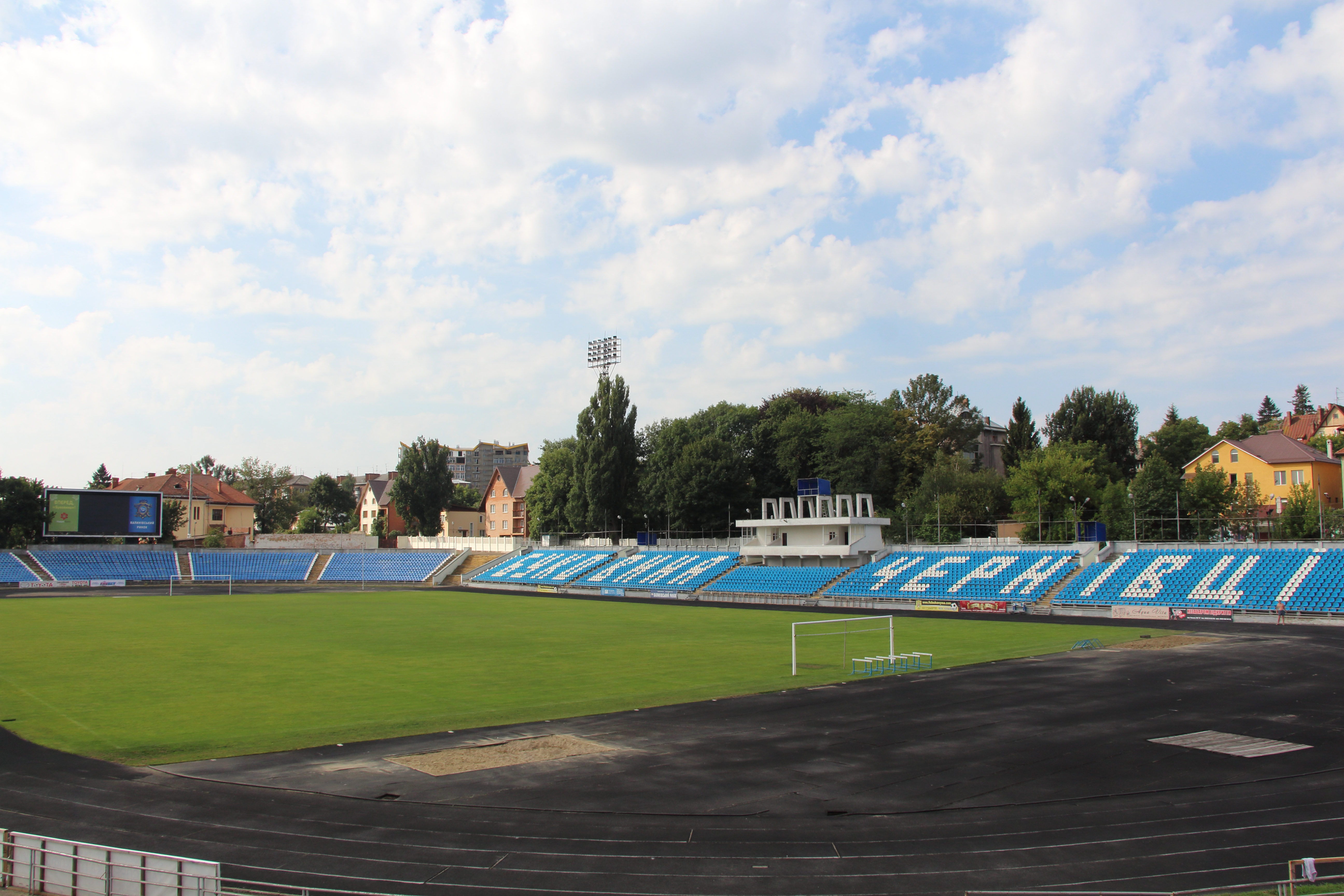
Стадіон «Буковина»

Стадіон був побудований на базі повоєнного стадіону «Динамо», будівництво почали в 1956-му, і в тому ж році він і запрацював. У 1967-му стадіон глобально реконструювали (побудували практично заново), і тому в багатьох довідниках цей рік позначають як рік будівництва та офіційного відкриття. На честь річниці цього відкриття, в 1968 році був проведений товариський матч в якому зустрілися місцева «Буковина» та діючий чемпіон СРСР київське «Динамо».
Протягом своєї історії футбольний клуб «Буковина» прийняв на цьому стадіоні чимало іменитих клубів, таких як: київське «Динамо», дніпропетровський «Дніпро», донецький «Шахтар», санкт-петербурзький «Зеніт» і багато інших не менш важливих футбольних команд в історії футболу грали на цьому стадіоні.
У 2000 році на стадіоні були встановлені індивідуальні пластикові сидіння, через що місткість споруди зменшилася з 17 000 до 12 000 місць. У 2015 році на стадіоні провели реконструкцію табла замість електронного 15 × 10, вмонтували цифрове інформаційне, а у 2016 році частково провели реконструкцію адміністративних і підтрибунних приміщень стадіону.
У 2024 році на стадіоні капітально відремонтували центральний фасад та його підтрибунні приміщення (вбиральні, фуд-корт, відкрили фан-магазин), роздягальні, приміщення для арбітрів, кімнати для допінг-тестів та виправили інші косметичні проблеми. Також встановили нове сучасне табло: вартістю у 2 мільйона гривень, новий тренерський місток (лава запасних), триває ремонт трибун. Планується встановлення підігріву поля, заміна освітлення та забезпечення роботи (процедури використання) системи VAR.
На даний момент на стадіоні проходять матчі чемпіонату України і кубка України, а також матчі ветеранського чемпіонату, дитячо-юнацькі турніри і фінали суперкубка та кубка Чернівецької області.
- Резервна домашня арена: стадіон «Мальва»
- Тренувальна база: ФОК «Олімпія», «Хет-трик Арена»

## Призові склади «Буковини»

### СРСР
«Буковина» п'ять раз ставала призером чемпіонатів УРСР: у 1968 році в класі «Б» — срібні медалі, у другій лізі в 1980 році — срібло, 1982 і 1988 роках — золоті медалі і в 1989 році — срібло. І один раз призером чемпіонату СРСР: у 1990 році. У становлення команди найбільший вклад внесли три тренери — майстри спорту А. Д. Лерман, А. Г. Павленко і Ю. Г. Школьников, який за сумарними результатами досягнень керованих ним команд ділить разом з Гулевським перше-друге місце серед найкращих наставників УРСР.

#### «Буковина»— 1968

Володимир Воронюк — Один із найкращих бомбардирів в історії клубу.

Срібні призери Чемпіонату УРСР:
Воротарі — Чоба Кахлик та Олександр Пронін; польові гравці — Анатолій Рабич, Федір Чорба, Леон Гросс, м/с СРСР Володимир Сорокін, Валерій Коханов, Іван Зубач, м/с СРСР Олександр Павленко, Валерій Тимофєєв, Петро Кобичік, м/с СРСР Мирослав Криж, Йосип Бордаш, Володимир Степаненко, Володимир Воронюк, м/с СРСР Михайло Мельник, Валерій Семенов, Іван Пинзар, Олександр Томах (старший), Сергій Горшунов.
Старший тренер Віктор Лук'янович Лебедєв, тренер — м/с СРСР Анатолій Федорович Савицький.

#### «Буковина»— 1980

Сергій Шмундяк — Один із найкращих бомбардирів в історії клубу.

Срібні призери Чемпіонату УРСР:
Воротарі — Володимир Нікітін і Василь Мудрей; польові гравці — Юрій Ковба (капітан команди), Віктор Барчук, Степан Крупей, Роман Угренчук, Юрій Гій, Сергій Шмундяк, Володимир Сакалов, Олександр Мороз, Ігор Заводчиков, Віктор Максимчук, Олександр Репутацький, Ігор Калита, Сергій Пивоваров, Іван Нагірний, Валерій Чернецький, Олег Чорноус, Валерій Богуславський, Анатолій Рабич.
Старший тренер — м/с СРСР Борис Андрійович Рассихін, тренер — Юрій Михайлович Дячук-Ставицький, начальник команди — Михайло Володимирович Арсеній, адміністратор — Володимир Дмитрович Воронюк.

#### «Буковина»— 1982

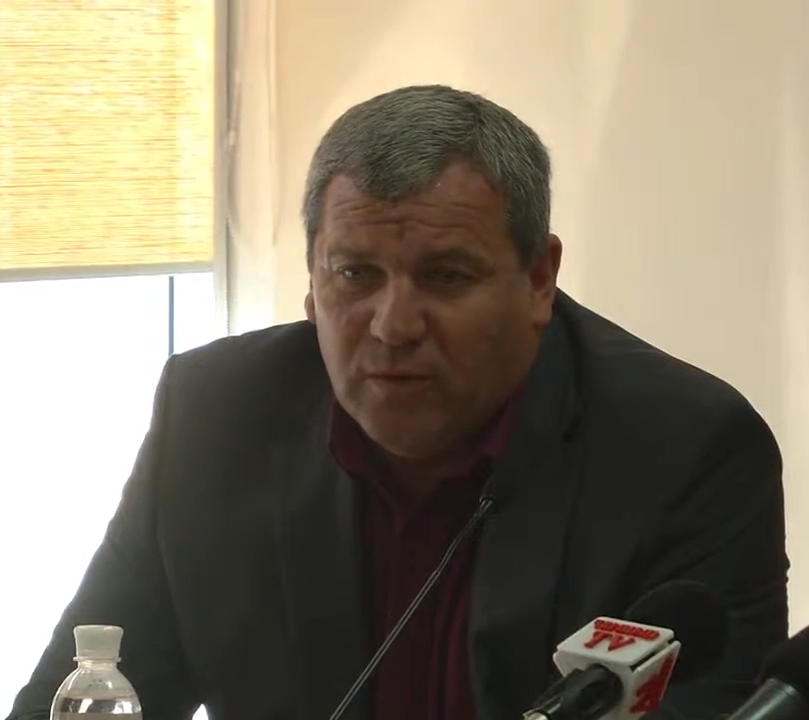
Віктор Олійник — Найкращий бомбардир в історії клубу.

Переможці Чемпіонату УРСР:
Воротарі — Геннадій Савко та Василь Мудрей; польові гравці — Віктор Барчук (капітан команди), Іван Гакман (віце-капітан), Роман Угренчук, Сергій Шмундяк, Віктор Олійник, Валерій Богуславський, Юрій Гій, Віктор Максимчук, Роман Вербовський, Ігор Заводчиков, Юрій Ілюк, Валерій Чернецький, Віктор Ряшко, Олег Чорноус, Володимир Стасінець, Олег Арійчук. У першому колі за «Буковину» грав Віктор Пасулько, який перейшов в одеський «Чорноморець», а потім — московський «Спартак» (обидві команди вищої ліги).
Старший тренер — м/с СРСР Олександр Георгійович Павленко, тренер — м/с СРСР Іштван Дьєрдьєвич Шандор, начальник команди — Михайло Володимирович Арсеній, адміністратор — Володимир Дмитрович Воронюк.

#### «Буковина»— 1988

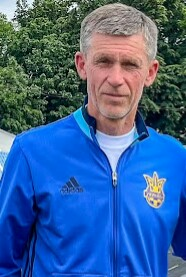
Перший капітан в історії збірної України: Юрій Шелепницький — один із лідерів того часу.

Переможці Чемпіонату УРСР:
Воротарі — Микола Чеботар (віце-капітан команди) та Віталій Толмачов; польові гравці — Юрій Гій (капітан команди), м/с СРСР Віктор Будник, Олег Бурчак, Андрій Гузієнко, Василь Задорожняк, Валерій Королянчук, Юрій Кошкін, Віктор Мглинець, Віктор Олійник, Сергій Походзіло, м/с СРСР Юрій Махиня, Валерій Сарафінчан, Юрій Шелепницький, Юрій Черенков, Дмитро Білоус, Володимир Цап, Олександр Томах (молодший), Каміль Мінгазов, Володимир Рубцов.
Головний тренер — м/с СРСР Юхим Григорович Школьников, начальник команди — Володимир Тарасович Сакалов, тренер — Валерій Олександрович Богуславський, тренер-адміністратор — Володимир Дмитрович Воронюк.

#### «Буковина»— 1989
Срібні призери Чемпіонату УРСР:

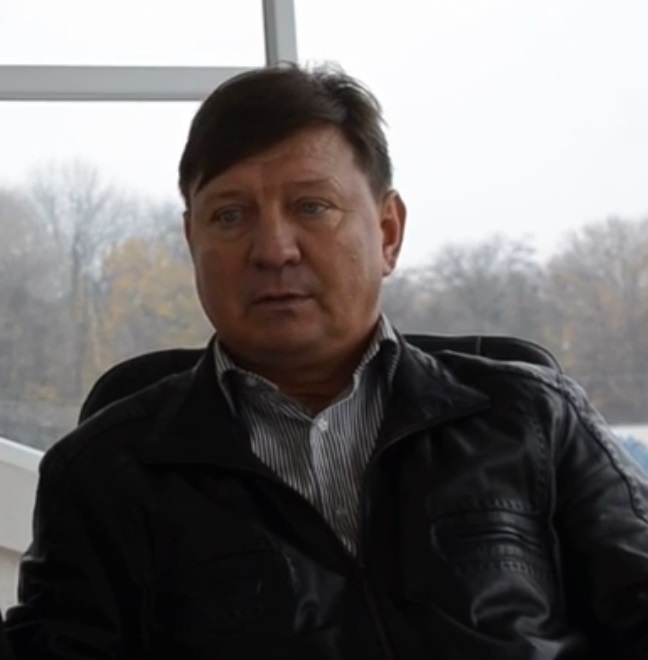
Один із лідерів того часу Валерій Королянчук — найкращий бомбардир команди того сезону.

Воротарі: Анатолій Чистов та Віталій Толмачов; польові гравці: Юрій Гій (капітан команди), Валерій Сарафінчан, Олег Бурчак, Валерій Королянчук, Андрій Гузієнко, Віктор Мглинець (віце-капітан), Віктор Будник, Сергій Походзіло, Олександр Бобаріко, Юрій Махиня, Василь Задорожняк, Юрій Черенков, Віктор Олійник, Сергій Соботюк, Володимир Цап, Валерій Алістаров, Каміль Мінгазов, Сергій Задорожняк, Олександр Томах (молодший).
Головний тренер — м/с СРСР Юхим Григорович Школьников, начальник команди — Володимир Тарасович Сакалов, тренер — Валерій Олександрович Богуславський, тренер-адміністратор — Володимир Дмитрович Воронюк.

#### «Буковина»— 1990
Переможці Чемпіонату СРСР (друга ліга) зона «Захід»:

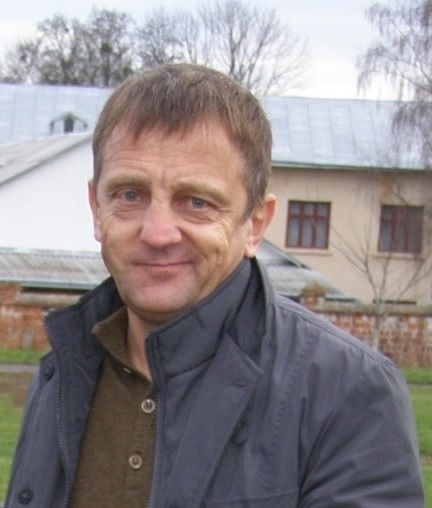
Віктор Мглинець — Один із найкращих бомбардирів в історії клубу.

Воротарі — Володимир Циткін, Віктор Жук, Олександр Сабодаш, польові гравці: Віктор Мглинець (капітан команди), Валерій Сарафінчан, Микола Литвин, Василь Задорожняк, Олександр Бобарико, Валерій Королянчук, Андрій Гузієнко, Віктор Будник, Леонід Федоров, Олег Бурчак, Валерій Алістаров, Сергій Соботюк, Іван Руснак, Сергій Шелест, Володимир Цап, Володимир Коман, Борис Фінкель, Юрій Черенков, Олександр Іванов.
Головний тренер — м/с СРСР, заслужений тренер УРСР Юхим Григорович Школьников, начальник команди — Ярослав Володимирович Герасимович, тренер — Валерій Олександрович Богуславський, тренер-адміністратор — Володимир Дмитрович Воронюк.

### Україна
Нижче перераховані гравці, які були задіяні більш ніж в 5 матчах

#### «Буковина» 1995—1996
Срібні призери Першої ліги України:

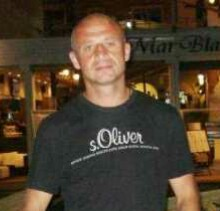
Борис Фінкель — Один із найкращих бомбардирів в український період (найрезультативніший гравець клубу у вищому дивізіоні України).

Воротарі: Павло Сиротін, Юрій Мелашенко, Георгій Бабуадзе; польові гравці: Віктор Мглинець (капітан команди), Олег Бенько, Олег Кучер, Вадим Заяць, Роман Русак, Ігор Харковщенко, Денис Філімонов, Микола Головачук, Віктор Олійник, Борис Фінкель, Дмитро Білоус (віце-капітан), Віталій Мінтенко, Ігор Сарнавський, Богдан Самардак, Юрій Жабинський, Сергій Сапронов, Теймураз Гаделія, Сергій Процюк, Володимир Чолокава, Василь Задорожняк, Юрій Гій, Ярослав Заяць, Віталій Марков, Сергій Процюк, Валерій Шаповалов.
Головний тренер — Юхим Григорович Школьников, тренер — Валерій Олександрович Богуславський.

#### «Буковина» 1999—2000
Переможці Другої ліги України:

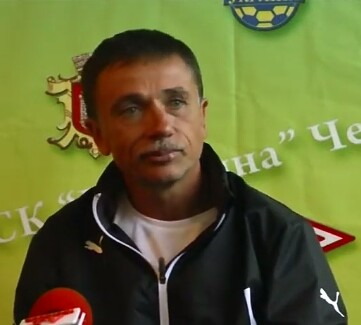
Юрій Гій — Рекордсмен чернівецькій команди за кількістю зіграних поєдинків; Головний тренер «Буковини» (2000—2003, 2013—2015 рр.)

Воротарі: Павло Сиротін, Василь Раковіца, Валентин Копільчук; польові гравці: Віктор Мглинець (капітан команди, з січня 2000 року — граючий тренер), Орест Швець, Сергій Гамаль, Роман Големба, Володимир Павлов, Ігор Мигалатюк, Микола Головачук, Руслан Гунчак, Ельдар Ібрагімов, Ярослав Солкан, Роман Шпірнов, Юрій Шелепницький, Олександр Дергачов, Дмитро Білоус, Роман Зароченцев, Юрій Сулименко, а також Руслан Платон, Іван Федик, Олександр Доскалюк, Валерій Гуцуляк, Владислав Мальцев, Віталій Ісаєв, Петро Голубка, Василь Шеремета, Микола Будзан.
Головний тренер — Михайло Миколайович Лахнюк (1-а ч. с.) / Юрій Володимирович Гій, тренер: Віктор Борисович Олійник.

#### «Буковина» 2009—2010
Переможці Другої ліги України:

Вадим Заяць — Головний тренер «Буковини» (2010—2013 рр.)

Андрій Мельничук, Микола Збарах, Петро Климус, Павло Іванов, Ілля Гагуха, Сергій Шевцов, Євген Чуприна, Сергій Жижиян, Ігор Мігалатюк, Роман Ємельянов, Сергій Ільїн, Андрій Драголюк, Роман Дорош, Олександр Донець, Сергій Дяченко, Роман Марченко, Євген Кубай, Олег Керчу, Вадим Пислар, Владислав Коробкін, Степан Маковійчук, Роман Степанков, Олександр Семенюк, Григорій Сахнюк, Олександр Георгійчук, Денис Стоян.
Головний тренер — Микола Іванович Трубачов (1-а ч. с.) / Вадим Григорович Заяць, тренер: Віктор Борисович Олійник.

## Гвардійці буковинського клубу

### Гравці-рекордсмени[8]
| Гравець            | Матчів |
| ------------------ | ------ |
| Юрій Гій           | 508    |
| Роман Угренчук     | 480    |
| Анатолій Рабич     | 457    |
| Володимир Воронюк  | 441    |
| Валерій Семенов    | 429    |
| Віктор Мглинець    | 395    |
| Віктор Олійник     | 381    |
| Дмитро Білоус      | 375    |
| Валерій Сарафінчан | 372    |
| Юрій Шелепницький  | 361    |
| Віктор Максимчук   | 340    |
| Сергій Шмундяк     | 335    |
| Володимир Нікітін  | 335    |
| Олег Керчу         | 314    |
| Іван Гакман        | 304    |
| Ігор Заводчиков    | 288    |
| Віктор Росс        | 279    |
| Чоба Кахлик        | 270    |
| Василь Задорожняк  | 262    |
| Володимир Павлов   | 254    |
| Сергій Гамаль      | 252    |
| Іван Пинзар        | 249    |

| Валерій Богуславський | 242 |
| Роман Шпірнов         | 238 |
| Степан Маковійчук     | 237 |
| Федір Чорба           | 224 |
| Олександр Павленко    | 220 |
| Валерій Королянчук    | 216 |
| Олег Бурчак           | 213 |
| Віктор Будник         | 205 |
| Віктор Осадчук        | 204 |
| Ігор Мігалатюк        | 202 |
| Мурат Церіков         | 201 |
| Борис Фінкель         | 200 |

| Гравець           | Кількість забитих м'ячів |
| ----------------- | ------------------------ |
| Віктор Олійник    | 142                      |
| Володимир Воронюк | 125                      |
| Віктор Мглинець   | 108                      |
| Сергій Шмундяк    | 101                      |
| Василь Палагнюк   | 68                       |
| Дмитро Білоус     | 67                       |
| Валерій Семенов   | 62                       |
| Борис Фінкель     | 58                       |

- Примітка: ймовірно, що в даному списку повинно знаходитися ще ряд гравців, статистика яких вимагає уточнення. Наприклад: Олександр Пронін, Петро Кобичик, Леон Гросс.

| Найбільше ігор - № 1 — Роман Угренчук (480) - № 2 — Юрій Гій (465) - № 3 — Анатолій Рабич (457) Найкращий бомбардир - № 1 — Віктор Олійник та Володимир Воронюк (125) - № 2 — Сергій Шмундяк (101) - № 3 — Віктор Мглинець (78) | Найбільше ігор - № 1 — Олег Керчу (314) - № 2 — Дмитро Білоус (265) - № 3 — Володимир Павлов (254) Найкращий бомбардир - № 1 — Василь Палагнюк (68) - № 2 — Борис Фінкель (56) - № 3 — Дмитро Білоус (53) |  |

## Історія емблеми клубу
Футбольний клуб — це маленька держава. Зі своїм президентом, бюджетом, органами управління. Як у кожної держави, у футбольного клубу є атрибути спортивної геральдики. Герб (Емблема) — один з найважливіших атрибутів.
На емблемі ФК «Буковина» зображено стилізований фрагмент Чернівецького національного університету, як символ духу Буковини. А ось герб в період з 2009 по 2020 рік був створений з урахуванням особливостей регіону — характерних рис його природи і культури. У центрі емблеми представлений фрагмент герба обласного центру міста Чернівці: срібні ворота і три золоті горіхи буків на зеленому полі. Насіння бука символізують ліси Буковини, урожай, достаток і щедрість. Навколо щита — вінок з гілок бука. Вони об'єднані синьо-жовтою стрічкою, яка відображає кольори державного прапора України.
Першою емблемі надали круглу основу в середині з фрагмент назви клубу в традиційних жовто-червоних кольорах (форма футболістів 60-х років) на зеленому полі, а потім емблемі надали більш сучасний образ в червоно-білих тонах, який за зовнішнім виглядом нагадував підкову: символ щастя. Після незалежності України емблему 80-х — 90-х років змінили на український стиль, а саме додали герб обласного центру а напис відобразили в кольорах державного прапора України. До 2020 року у всіх випадках на емблемах завжди був присутній футбольний м'яч і насіння (саджанець) бука.

Емблема клубу в радянський період 1960-х — 1980-х років
Емблема клубу в радянський період 1980-х — 1990-х років
Емблема клубу в український період до 2009 року
Емблема клубу в український період 2009 року
Емблема клубу в український період з 2010 по 2020 рік
Нинішня Емблема клубу (з 2020 року)

## Уболівальники
На стадіоні «Буковина» найвідданіші вболівальники підтримують клуб у 5-му секторі. У вболівальників «Буковини» є головний девіз: «Виграєш ти, чи ні, ми з тобою — завжди!». Який уособлює вірність і лояльність уболівальників клубу як під час перемог, так і в години невдач. Матчі у Чернівцях супроводжуються перекликами між 5 сектором та чашею стадіону: «Слава Україні»! — «Героям слава»!, «Слава Нації»! — «Смерть Ворогам»!, «Україна!» — «Понад усе!», «Вперед Буковина!». В оформленні прапорів і банерів фанати використовують червоно-чорні прапори УПА. Початок організованого фанатського руху ультрас зародився у травні 2005 року. Серед найбільш відомих і найбільших фанатських угруповань (так званих «фірм») наразі діють: Чорний Град та Brave Lads.  
Між командою і фанатами існують близькі стосунки, які проявляються затятою підтримкою команди під час кожного матчу незалежно від поточного рахунку на табло. Команда, в свою чергу, неодмінно дякує вболівальникам після кожної гри, незалежно від її результату. Також за межами поля фанати влаштовують фан-марші і різні акції в підтримку рідної команди.
Фани «жовто-чорних» дружать з вболівальниками «Карпат» (Львів), також мають хороші стосунки з уболівальниками «Динамо» (Київ), «Ниви» (Вінниця) та «Дніпра». Ворогами вважають фанатів «Ниви» (Тернопіль), «Поділля» (Хмельницький), «Прикарпаття» (Івано-Франківськ), «Вереса» (Рівне) та ФК «Львова». Найзапеклішим протистояння є матчі «Буковини» проти тернопільської «Ниви». Проте з лютого 2014 року діє всеукраїнське фанатське перемир'я.

## Гімн клубу
Крокуй вперед, «Буковино»!

До перемоги невпинно.

Ми всі команда єдина,

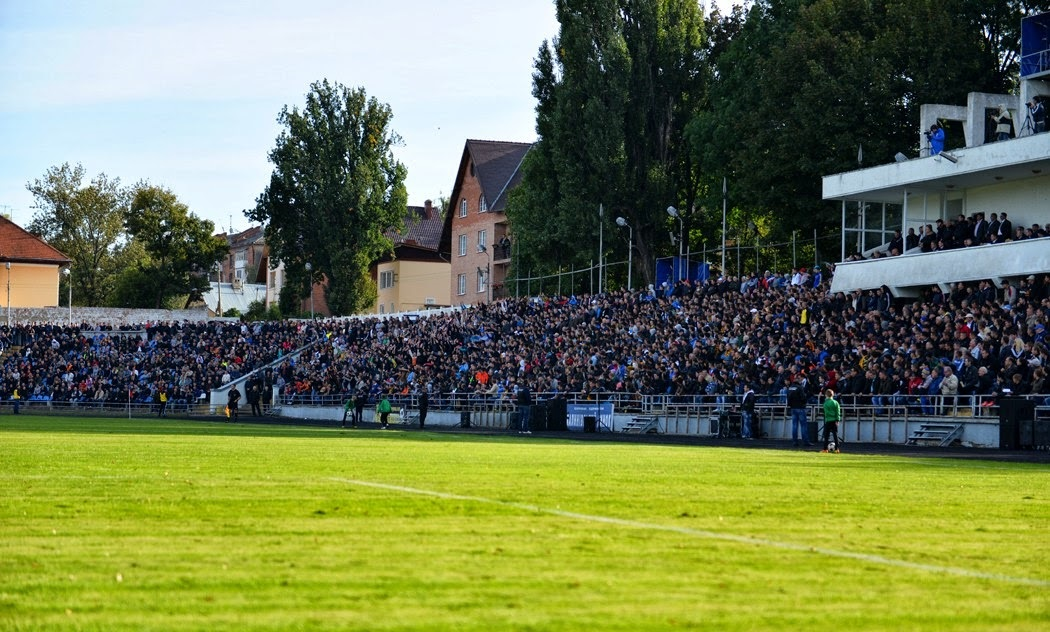
Заповнені трибуни стадіону (Західна сторона)

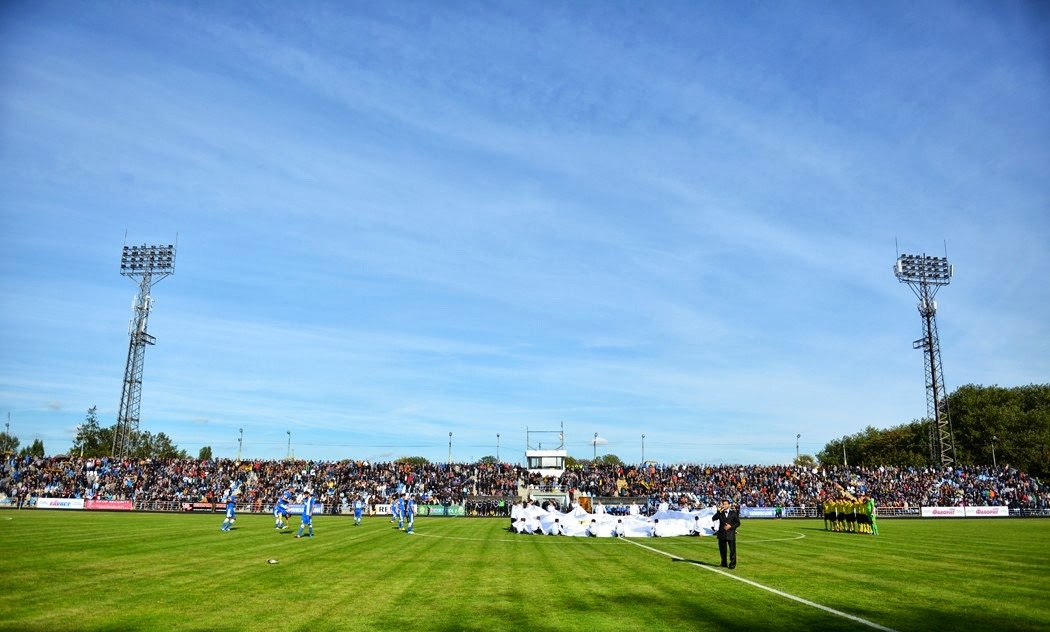
Заповнені трибуни стадіону (Східна сторона) — матч кубка України проти дніпропетровського «Дніпра» (2013 рік)

Вперед, «Буковино»! Вперед, «Буковино»!

Крокуй вперед, «Буковино»!

Де зелені ліси,

Де квітучі сади,

Там, де буки ростуть

і могутні дуби.

Край багатий на ріки і гори,

Буковиною звуться простори.

Крокуй вперед, «Буковино»!

До перемоги невпинно.

Ми всі команда єдина,

Вперед, «Буковино»! Вперед, «Буковино»!

Крокуй вперед, «Буковино»!

Із далеких років

До сьогоднішніх днів,

Тут сплелися на вік

У родині братів.

Люди різних народів і націй

Об'єднались у спорті і праці.

Приспів (2 рази):

Крокуй вперед, «Буковино»!

До перемоги невпинно.

Ми всі команда єдина,

Вперед, «Буковино»! Вперед, «Буковино»!

Крокуй вперед, «Буковино»!
| ВП:АП                      |
| Михайло Васильович Грицкан |
| Запис на сайті             |
| -------------------------- |

## Фан-магазин

Фан-магазин «Буковини» в період 2012—2014 років

5 жовтня 2012 року на розі вулиць Головної та О. Гузар було відкрито фан-магазин ФСК «Буковина».
 У відкритті фан-магазину взяли участь секретар Чернівецької міської ради, почесний президент ФСК «Буковина» Віталій Михайлішин, гравці, персонал та представники тренерського корпусу ФСК «Буковина». Але у зв'язку з фінансовими проблемами в серпні 2014 магазин був закритий.
З 2024 року розпочалось функціонування нового фан-магазину на території підтрибуних приміщень стадіону.

## Форма

### Екіпірування
| Роки       | Виробники форми |
| ---------- | --------------- |
| 1998—2007  | Adidas          |
| 2007—2009  | Umbro           |
| 2009—2010  | Diadora         |
| 2010—2011  | Joma            |
| 2011—2013  | Adidas          |
| 2013—2014  | Puma            |
| 2014—2015  | Adidas          |
| 2015—2020  | Joma            |
| 2020—2024  | Nike            |
| 2024       | Macron          |
| 2024—т. ч. | Nike            |

### Кольори і символіка
| Основна | Гостьова | Основна | Гостьова | Основна | Гостьова |  |
| Основна | Гостьова | Основна | Гостьова | Основна | Гостьова |  |
| Основна | Гостьова | Основна | Гостьова | Основна | Гостьова |  |

| Жовтий | Чорний | Червоний |

## Поточний склад

### Основний склад
Станом на 3 серпня 2025 року відповідно до офіційної заявки на офіційному сайті клубу
| №            | Гравець             | Країна   | Дата народження              |          |          |
| Воротарі     | Воротарі            | Воротарі | Воротарі                     | Воротарі | Воротарі |
| ------------ | ------------------- | -------- | ---------------------------- | -------- | -------- |
| 1            | Дмитро Погорілий**  | Україна  | 11 грудня 2004 (20 років)    |          |          |
| 30           | Данило Каневцев     | Україна  | 26 липня 1996 (29 років)     |          |          |
| 70           | Нікіта Федотов**    | Україна  | 27 червня 2000 (25 років)    |          |          |
| 94           | Герман Пеньков      | Україна  | 26 травня 1994 (31 рік)      |          |          |
| Захисники    |                     |          |                              |          |          |
| 2            | Данило Карась       | Україна  | 2 січня 1997 (28 років)      |          |          |
| 3            | Микита Безуглий     | Україна  | 1 серпня 1995 (30 років)     |          |          |
| 4            | Тарас Саків         | Україна  | 19 листопада 1997 (27 років) |          |          |
| 14           | Дмитро Шинкаренко** | Україна  | 26 січня 2000 (25 років)     |          |          |
| 15           | Василь Гакман**     | Україна  | 16 травня 2000 (25 років)    |          |          |
| 24           | Андрій Бусько       | Україна  | 20 травня 1997 (28 років)    |          |          |
| 37           | Кирило Прокопчук**  | Україна  | 14 лютого 1998 (27 років)    |          |          |
| 74           | Ян Морговський      | Україна  | 20 вересня 1998 (26 років)   |          |          |
| 95           | Петро Стасюк        | Україна  | 24 лютого 1995 (30 років)    |          |          |
| Півзахисники |                     |          |                              |          |          |
| 8            | Віталій Дахновський | Україна  | 10 лютого 1999 (26 років)    |          |          |
| 10           | Богдан Бойчук       | Україна  | 30 травня 1996 (29 років)    |          |          |
| 11           | Данило Голуб**      | Україна  | 3 липня 2003 (22 роки)       |          |          |
| 12           | Євген Підлепенець   | Україна  | 10 листопада 1998 (26 років) |          |          |
| 19           | Арсеній Кілєвий**   | Україна  | 5 лютого 2004 (21 рік)       |          |          |
| 20           | Віталій Кольцов     | Україна  | 20 березня 1994 (31 рік)     |          |          |
| 22           | Родіон Плакса**     | Україна  | 22 січня 2002 (23 роки)      |          |          |
| 25           | Віталій Груша       | Україна  | 20 лютого 1994 (31 рік)      |          |          |
| 27           | Іван Тищенко        | Україна  | 7 липня 1998 (27 років)      |          |          |
| 44           | Вадим Вітенчук      | Україна  | 13 січня 1997 (28 років)     |          |          |
| 77           | Юрій Глущук**       | Україна  | 16 січня 1995 (30 років)     |          |          |
| Нападники    |                     |          |                              |          |          |
| 7            | Олег Кожушко        | Україна  | 17 лютого 1998 (27 років)    |          |          |
| 9            | Данило Гончарук**   | Україна  | 13 липня 2002 (23 роки)      |          |          |
| 17           | Андрій Андрейчук**  | Україна  | 17 лютого 2003 (22 роки)     |          |          |
| 21           | Максим Гірний**     | Україна  | 6 квітня 2001 (24 роки)      |          |          |

** дані гравці також заявлені за фарм-клуб: «Буковина-2»

## Трансфери. Сезон 2025/26

### Літнє міжсезоння
| № | Поз. | Нац.    | Гравець                                 |
| - | ---- | ------- | --------------------------------------- |
|   | ВР   | Україна | Іван Пономаренко (в/а → «Поділля»)      |
|   | ЗХ   | Україна | Ігор Солдат (в/а → «Лісне»)             |
|   | ЗХ   | Україна | Максим Лопирьонок (в/а → «Чорноморець») |
|   | ЗХ   | Україна | Михайло Рудавський (в/а → ?)            |
|   | ПЗ   | Україна | Роман Бодня (в/а → «Ребел»)             |
|   | ПЗ   | Україна | Владислав Хамелюк (в/а → «Вікторія»)    |
|   | ПЗ   | Україна | Олександр Васильєв (в/а → ?)            |

| № | Поз. | Нац.    | Гравець                                 |
| - | ---- | ------- | --------------------------------------- |
|   | ВР   | Україна | Іван Пономаренко (в/а → «Поділля»)      |
|   | ЗХ   | Україна | Ігор Солдат (в/а → «Лісне»)             |
|   | ЗХ   | Україна | Максим Лопирьонок (в/а → «Чорноморець») |
|   | ЗХ   | Україна | Михайло Рудавський (в/а → ?)            |
|   | ПЗ   | Україна | Роман Бодня (в/а → «Ребел»)             |
|   | ПЗ   | Україна | Владислав Хамелюк (в/а → «Вікторія»)    |
|   | ПЗ   | Україна | Олександр Васильєв (в/а → ?)            |

| № | Поз. | Нац.    | Гравець                             |
| - | ---- | ------- | ----------------------------------- |
|   | ВР   | Україна | Герман Пеньков (в/а ← «ЛНЗ»)        |
|   | ВР   | Україна | Нікіта Федотов (в/а ← «ЮКСА»)       |
|   | ЗХ   | Україна | Тарас Саків (в/а ← «Карпати»)       |
|   | ЗХ   | Україна | Данило Карась (в/а ← «Оболонь»)     |
|   | ЗХ   | Україна | Петро Стасюк (в/а ← «ЛНЗ»)          |
|   | ЗХ   | Україна | Василь Гакман (в/а ← «Верес»)       |
|   | ПЗ   | Україна | Вадим Вітенчук (в/а ← «Оболонь»)    |
|   | ПЗ   | Україна | Євген Підлепенець (в/а ← «Карпати») |
|   | ПЗ   | Україна | Віталій Дахновський ( ← «Верес»)    |
|   | ПЗ   | Україна | Віталій Груша (в/а ← «Оболонь»)     |

| № | Поз. | Нац.    | Гравець                             |
| - | ---- | ------- | ----------------------------------- |
|   | ВР   | Україна | Герман Пеньков (в/а ← «ЛНЗ»)        |
|   | ВР   | Україна | Нікіта Федотов (в/а ← «ЮКСА»)       |
|   | ЗХ   | Україна | Тарас Саків (в/а ← «Карпати»)       |
|   | ЗХ   | Україна | Данило Карась (в/а ← «Оболонь»)     |
|   | ЗХ   | Україна | Петро Стасюк (в/а ← «ЛНЗ»)          |
|   | ЗХ   | Україна | Василь Гакман (в/а ← «Верес»)       |
|   | ПЗ   | Україна | Вадим Вітенчук (в/а ← «Оболонь»)    |
|   | ПЗ   | Україна | Євген Підлепенець (в/а ← «Карпати») |
|   | ПЗ   | Україна | Віталій Дахновський ( ← «Верес»)    |
|   | ПЗ   | Україна | Віталій Груша (в/а ← «Оболонь»)     |

## Посади в клубі

### Керівництво
| Посада                                     | Ім'я                 |
| ------------------------------------------ | -------------------- |
| Голова наглядової ради ТОВ «ФК „Буковина“» | Володимир Дубинський |
| Член наглядової ради ТОВ «ФК „Буковина“»   | Кирило Савченко      |
| Генеральний директор ТОВ «ФК „Буковина“»   | Марія Александрова   |
| Почесний президент                         | Андрій Сафроняк      |
| Виконавчий директор                        | Ігор Наболотний      |
| Спортивний директор                        | Григорій Чурілов     |
| Директор з маркетингу                      | Олег Гелка           |
| Начальник команди                          | Іван Павлюк          |

### Тренерський штаб
| Посада                        | Ім'я                 |
| ----------------------------- | -------------------- |
| Головний тренер               | Сергій Шищенко       |
| Тренери                       | Микола Гібалюк       |
| Тренери                       | Віталій Комарницький |
| Тренер воротарів              | Артем Кичак          |
| Тренери з фізичної підготовки | Інна Десюк           |
| Тренери з фізичної підготовки | Олексій Коновалов    |

### Персонал
| Посада                 | Ім'я                |
| ---------------------- | ------------------- |
| Головний адміністратор | Сергій Левенець     |
| Адміністратор          | Віталій Литвинов    |
| Аналітичний відділ     |                     |
| Тренер-аналітик        | Антон Філінський    |
| Відеооператор-аналітик | Володимир Владійчук |
| Шеф-скаут              | Юрій Сагайдак       |
| Аналітики              | Андрій Дричик       |
| Аналітики              | Володимир Маліцький |
| Медичний штаб          |                     |
| Головний лікар         | Олександр Покотило  |
| Лікар                  | Сергій Дашковський  |
| Масажисти              | Сергій Квасов       |
| Масажисти              | Денис Раскруча      |
| Масажисти              | Денис Мостипака     |
| Медіа-відділ           |                     |
| Керівник               | Богдан Ілюк         |
| Ведучий YouTube-каналу | Іван Сірецький      |
| Прес-аташе             | Андрій Бабенчук     |

## Власник та спонсори
| Власник             | %  | Особи                                                                 |
| ------------------- | -- | --------------------------------------------------------------------- |
| ТОВ «ФК „Буковина“» | 75 | де-юре: М. Александрова, де-факто: В. Дубинський                      |
| ТОВ «ФК „Буковина“» | 25 | ГО «СФК „Буковина“» (А. Сафроняк, С. Гринюк, О. Кердей, Є. Веретенко) |

| Титульний партнер              | «Dmart» (СК «Прометей»)     |
| Генеральні та преміум партнери | «Vbet»                      |
| Генеральні та преміум партнери | «Тайстра Груп»              |
| Генеральні та преміум партнери | «Об'єднаний Енергоресурс»   |
| Генеральні та преміум партнери | «Нива Маркет»               |
| Генеральні та преміум партнери | «Енергоцентр Плюс»          |
| Генеральні та преміум партнери | «РОМА»                      |
| Генеральні та преміум партнери | «АгроФрутПлюс»              |
| Генеральні та преміум партнери | «Світ Матраців»             |
| Генеральні та преміум партнери | «Юстленд»                   |
| Генеральні та преміум партнери | «Водограй»                  |
| Партнери                       | «Stels»                     |
| Партнери                       | «Grico Group»               |
| Партнери                       | «Radent»                    |
| Партнери                       | «The Cult Ceramic»          |
| Партнери                       | «Vip Gym»                   |
| Партнери                       | «LOTUS»                     |
| Партнери                       | «I-Musson»                  |
| Партнери                       | «ARTON»                     |
| Партнери                       | «MTA»                       |
| Партнери                       | «WowCar»                    |
| Партнери                       | «Поліграфіка»               |
| Інформаційні партнери          | «DIVISPORT»                 |
| Інформаційні партнери          | «С4»                        |
| Інформаційні партнери          | «Радіо 10»                  |
| Інформаційні партнери          | «Буковинська Хвиля 100.0FM» |

## Головні тренери

Абрам Лерман

Борис Рассихін

Олександр Павленко

Юхим Школьников

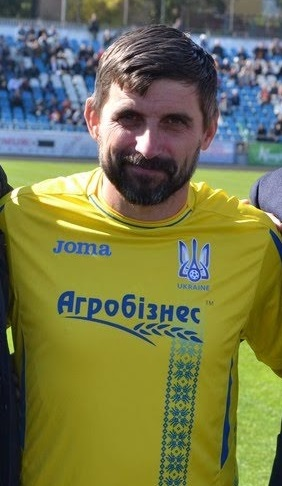
Сергій Шищенко

| Період           | Ім'я                                |
| ---------------- | ----------------------------------- |
| 1960             | Йосип Давидович Ліфшиць             |
| 1961—1962        | Анатолій Федорович Савицький        |
| 1962             | Федір Федорович Дашков              |
| 1963—1964        | Віталій Васильович Соболєв          |
| 1964—1966        | Михайло Борисович Корсунський       |
| 1966             | Василь Олександрович Васильєв       |
| 1967             | Микола Степанович Кузнецов          |
| 1967—1968        | Віктор Лук'янович Лебедєв           |
| 1969—1970        | Михайло Михайлович Михалина         |
| 1971             | Анатолій Андрійович Сучков          |
| 1972             | Віктор Ізраїльович Каневський       |
| 1972—1973        | Олександр Георгійович Павленко      |
| 1973—1974        | Федір Йожефович Медвідь             |
| 1974—1976        | Анатолій Миколайович Молотай        |
| 1976—1979        | Абрам Давидович Лерман              |
| 1979—1981        | Борис Андрійович Рассихін           |
| 1981—1985        | Олександр Георгійович Павленко      |
| 1986—1987        | Борис Андрійович Рассихін           |
| 1987—1992        | / Юхим Григорович Школьников        |
| 1992—1994        | Олександр Георгійович Павленко      |
| 1994             | Віктор Антонович Матвієнко          |
| 1995—1996        | Юхим Григорович Школьников          |
| 1996—1998        | Валерій Олександрович Богуславський |
| 1998—1999        | Михайло Миколайович Лахнюк          |
| 2000—2003        | Юрій Володимирович Гій              |
| 2003—2007        | Юрій Григорович Шелепницький        |
| 2007—2009        | Віктор Іванович Мглинець            |
| 2009             | Микола Іванович Трубачов            |
| 2009—2010        | Олександр Олександрович Єжаков      |
| 2010—2013        | Вадим Григорович Заяць              |
| 2013—2015        | Юрій Володимирович Гій              |
| 2015 (в.о.)      | Олександр Анатолійович Гуменюк      |
| 2015—2016        | Віктор Іванович Мглинець            |
| 2016 (в.о.)      | Роман Вікторович Шпірнов            |
| 2016             | Сергій Юрійович Шищенко             |
| 2017             | Олег Борисович Ратій                |
| 2017 (в.о.)      | Юрій Рудольфович Крафт              |
| 2017—2018        | Віктор Іванович Мглинець            |
| 2018—2019 (в.о.) | Віталій Вікторович Куниця           |
| 2019 (в.о.)      | Роман Григорович Нестеренко         |
| 2019             | Андрій Ярославович Мельничук        |
| 2019—2021 (в.о.) | Степан Іванович Маковійчук          |
| 2021             | Євген Володимирович Коваленко       |
| 2021—2022 (в.о.) | Юрій Михайлович Кисилиця            |
| 2022—2024        | Андрій Ярославович Мельничук        |
| 2024 (в.о.)      | Григорій Володимирович Чурілов      |
| 2024             | Валерій Сергійович Кривенцов        |
| 2024—2025 (в.о.) | Григорій Володимирович Чурілов      |
| 2025—т.ч.        | Сергій Юрійович Шищенко             |

## Досягнення
| Професійний рівень Перша ліга СРСР - 5 місце (1): 1991 Друга ліга СРСР - Переможець (1): 1990 Чемпіонат УРСР - Переможець (2): 1982, 1988 - Срібний призер (3): 1968, 1980, 1989 Кубок СРСР - 1/32 фіналу (2): 1988/89, 1990/91 Кубок УРСР - Чвертьфіналіст (3): 1958, 1975, 1976 «Рубіновий Кубок» - Володар (2): 1982 (71 гол), 1988 (85 голів) Аматорський рівень Чемпіонат Чернівецької області - Переможець (6): 1959, 1960, 1961, 1965, 1966, 1976 - Срібний призер (1): 1982 - Бронзовий призер (3): 1977, 1978, 1987 Кубок Чернівецької області - Володар (3): 1960, 1975, 1982 - Фіналіст (1): 1968 | Професійний рівень Кубок України - Півфіналіст (1): 2025 Вища ліга України - 6 місце (1): 1992 Перша ліга України - Срібний призер (1): 1996 Друга ліга України - Переможець (2): 2000, 2010 Кубок Другої ліги України - Чвертьфіналіст (1): 2000 ДЮФЛ Чемпіонат України U-15 (Вища ліга «І») - Бронзовий призер (1): 2017/18 Чемпіонат України U-17 (Перша ліга) - Переможець (1): 2002/03 Чемпіонат України U-15 (Перша ліга) - Срібний призер (2): 2009/10, 2018/19 Чемпіонат України U-19 (Перша ліга) - Срібний призер (1): 2024/25 - Бронзовий призер (1): 2017/18 Чемпіонат України U-17 (Вища ліга «ІІ») - Бронзовий призер (1): 2020/21 |  |

## Статистика клубу

### Статистика виступів у чемпіонатах і кубках

#### СРСР
У 1958—1991 роках брали участь в 32 чемпіонатах СРСР, в 2 чемпіонатах КФК, в 13 розіграшах кубка СРСР, в 6 розіграшах кубка УРСР та 1 розіграші кубка першої ліги СРСР.
Виступи в чемпіонатах:
 *: Зональний етап

|  | Рівень ІІ. | Рівень ІІІ. | Рівень КФК. |

| Дивізіон | Кількість сезонів | Ігри | В   | Н   | П   | РМ        | Очки |
| II       | 5                 | 186  | 74  | 47  | 65  | 230−230   | 195  |
| III      | 27                | 1179 | 510 | 313 | 356 | 1472−1129 | 1333 |
| КФК      | 2                 | 28   | 18  | 5   | 5   | 64−29     | 41   |
| Всього   | 34                | 1393 | 602 | 365 | 426 | 1766−1388 | 1569 |

Виступи в кубках:
 *: Зональний етап
 **: Фінальний етап

|  | Кубок СРСР | Кубок УРСР |

| Кубок  | Кількість сезонів | Ігри | В  | Н | П  | РМ    |
| СРСР   | 13                | 23   | 8  | 2 | 13 | 31−38 |
| УРСР   | 6                 | 17   | 7  | 3 | 7  | 25−26 |
| 1 ліги | 1                 | 5    | 2  | 2 | 1  | 8−6   |
| Всього | 20                | 45   | 17 | 7 | 21 | 64−70 |

#### Україна
З 1992 року понині безперервно беруть участь в чемпіонаті країни, також на даний момент взяли участь в 31 розіграші кубка України.
| Сезон   | Ліга            | Місце   | І       | В   | Н   | П   | З    | П   | О    | Кубок України            | Єврокубки | Єврокубки | Примітки   |
| ------- | --------------- | ------- | ------- | --- | --- | --- | ---- | --- | ---- | ------------------------ | --------- | --------- | ---------- |
| 1992    | Вища (група Б)  | 6 з 10  | 18      | 7   | 4   | 7   | 17   | 16  | 18   | 1/8 фіналу               |           |           |            |
| 1992–93 | Вища            | 12 з 16 | 30      | 9   | 8   | 13  | 27   | 32  | 26   | 1/16 фіналу              |           |           |            |
| 1993–94 | Вища            | 17 з 18 | 34      | 7   | 6   | 21  | 25   | 51  | 20   | 1/8 фіналу               |           |           | Пониження  |
| 1994–95 | Перша           | 15 з 22 | 42      | 16  | 5   | 21  | 43   | 46  | 53   | 2-ий раунд               |           |           |            |
| 1995–96 | Перша           | 2 з 22  | 42      | 30  | 5   | 7   | 83   | 34  | 95   | 2-ий раунд               |           |           |            |
| 1996–97 | Перша           | 9 з 24  | 46      | 19  | 10  | 17  | 64   | 51  | 67   | 1/16 фіналу              |           |           |            |
| 1997–98 | Перша           | 18 з 22 | 42      | 14  | 11  | 17  | 36   | 50  | 53   | 1/16 фіналу              |           |           |            |
| 1998–99 | Перша           | 18 з 20 | 38      | 6   | 9   | 23  | 26   | 68  | 27   | 1-ий раунд               |           |           | Пониження  |
| 1999-00 | Друга (група А) | 1 з 16  | 30      | 22  | 7   | 1   | 65   | 13  | 73   | 1/4 фіналу Кубку ІІ ліги |           |           | Підвищення |
| 2000–01 | Перша           | 18 з 18 | 34      | 6   | 8   | 20  | 18   | 41  | 26   | 1/16 фіналу              |           |           | Пониження  |
| 2001–02 | Друга (група А) | 7 з 19  | 36      | 17  | 8   | 11  | 40   | 41  | 59   | 2-ий етап                |           |           |            |
| 2002–03 | Друга (група А) | 13 з 15 | 28      | 6   | 6   | 16  | 20   | 39  | 24   | 1/32 фіналу              |           |           |            |
| 2003–04 | Друга (група А) | 12 з 16 | 30      | 8   | 9   | 13  | 21   | 35  | 33   | 1/32 фіналу              |           |           |            |
| 2004–05 | Друга (група А) | 6 з 15  | 28      | 14  | 6   | 8   | 33   | 22  | 48   | 1/32 фіналу              |           |           |            |
| 2005–06 | Друга (група А) | 6 з 16  | 28      | 13  | 5   | 10  | 38   | 33  | 44   | 1/16 фіналу              |           |           |            |
| 2006–07 | Друга (група А) | 10 з 15 | 28      | 5   | 12  | 11  | 22   | 40  | 27   | 1/32 фіналу              |           |           |            |
| 2007–08 | Друга (група А) | 4 з 16  | 30      | 17  | 6   | 7   | 43   | 25  | 57   | Не брали участі          |           |           |            |
| 2008–09 | Друга (група А) | 9 з 18  | 32      | 14  | 2   | 16  | 29   | 39  | 44   | 1-ий раунд               |           |           |            |
| 2009–10 | Друга (група А) | 1 з 12  | 20      | 15  | 3   | 2   | 35   | 12  | 48   | 1-ий раунд               |           |           | Підвищення |
| 2010–11 | Перша           | 7 з 18  | 34      | 17  | 5   | 12  | 48   | 45  | 56   | 2-ий раунд               |           |           |            |
| 2011–12 | Перша           | 6 з 18  | 34      | 15  | 12  | 7   | 38   | 29  | 57   | 1/8 фіналу               |           |           |            |
| 2012–13 | Перша           | 4 з 18  | 34      | 16  | 10  | 8   | 49   | 33  | 58   | 2-ий раунд               |           |           |            |
| 2013–14 | Перша           | 13 з 16 | 30      | 10  | 6   | 14  | 26   | 36  | 36   | 1/16 фіналу              |           |           |            |
| 2014–15 | Перша           | 16 з 16 | 30      | 4   | 3   | 23  | 24   | 61  | 15   | 1/16 фіналу              |           |           | Пониження  |
| 2015–16 | Друга           | 4 з 14  | 26      | 13  | 8   | 5   | 39   | 22  | 47   | 1-ий раунд               |           |           | Підвищення |
| 2016–17 | Перша           | 16 з 18 | 34      | 8   | 9   | 17  | 27   | 40  | 33   | 2-ий раунд               |           |           | Пониження  |
| 2017–18 | Друга (група А) | 6 з 11  | 27      | 9   | 7   | 11  | 32   | 40  | 34   | 1-ий раунд               |           |           |            |
| 2018–19 | Друга (група А) | 10 з 10 | 27      | 5   | 6   | 16  | 19   | 43  | 21   | 1-ий раунд               |           |           |            |
| 2019–20 | Друга (група А) | 8 з 11  | 20      | 6   | 2   | 12  | 25   | 36  | 20   | 1/16 фіналу              |           |           |            |
| 2020–21 | Друга (група А) | 7 з 13  | 24      | 9   | 5   | 10  | 27   | 31  | 32   | 1-ий раунд               |           |           |            |
| 2021–22 | Друга (група А) | 9 з 15  | 18      | 6   | 5   | 7   | 20   | 17  | 23   | 3-ий раунд               |           |           | Підвищення |
| 2022–23 | Перша           | 7 з 8   | 14      | 2   | 3   | 9   | 9    | 21  | 9    | Не проводився            |           |           |            |
| 2022–23 | Перша           | 3 з 8   | 6+8[12] | 2+3 | 2+4 | 2+1 | 6+12 | 5+9 | 8+13 | Не проводився            |           |           |            |
| 2022–23 | Перша           | 3 з 8   | 6+8[12] | 5   | 6   | 3   | 18   | 14  | 21   | Не проводився            |           |           |            |
| 2022–23 | Перша           | 11 з 16 | 22      | 5   | 7   | 10  | 21   | 30  | 22   | Не проводився            |           |           |            |
| 2023–24 | Перша           | 6 з 10  | 18      | 6   | 3   | 9   | 16   | 23  | 21   | 2-ий раунд               |           |           |            |
| 2023–24 | Перша           | 1 з 10  | 10[13]  | 6   | 2   | 2   | 22   | 6   | 20   | 2-ий раунд               |           |           |            |
| 2023–24 | Перша           | 11 з 20 | 28      | 12  | 5   | 11  | 38   | 29  | 41   | 2-ий раунд               |           |           |            |
| 2024–25 | Перша           | 7 з 18  | 22      | 8   | 6   | 8   | 20   | 20  | 30   | 1/2 фіналу               |           |           |            |
| Дивізіон | Кількість сезонів | Ігри | В   | Н   | П   | РМ        | Очки |
| I        | 3                 | 82   | 23  | 18  | 41  | 69−99     | 64   |
| II       | 15                | 512  | 186 | 111 | 215 | 561−613   | 669  |
| II / III |                   | 2    | 1   | 1   | 0   | 3−2       | 4    |
| III      | 16                | 434  | 181 | 97  | 156 | 511−489   | 640  |
| Всього   | 34                | 1030 | 391 | 227 | 412 | 1144−1203 | 1377 |

| Кубок   | Кількість сезонів | Ігри | В  | Н | П  | РМ    |
| України | 31                | 58   | 19 | 7 | 32 | 59−86 |
| 2 ліги  | 1                 | 6    | 2  | 2 | 2  | 11−10 |
| Всього  | 32                | 64   | 21 | 9 | 34 | 70−96 |

Найбільші перемоги
- Вища ліга України: 6:0 («Кремінь» Кременчук, 11.10.1992)
- Перша ліга України: 6:0 («Суми», 23.09.1994)
- Друга ліга України: 7:0 («Боярка», 10.06.2006)

Найбільші поразки
- Вища ліга України: 0:5 («Динамо» Київ, 19.03.1993)
- Перша ліга України: 0:6 («Чорноморець» Одеса, 31.07.1998)
- Друга ліга України: 0:7 («Красилів», 5.08.2001)

## Рекорди

### Командні
(при однаковому показнику першою вибирається подія, що сталася раніше)

#### СРСР
Найбільша перемога:

в чемпіонаті:
- Вдома: 8:1 («Нива» (Вінниця), сезон 1988)
- В гостях: 6:1 («Десна» (Чернігів), сезон 1961)

в кубку:
- Вдома: 4:0 («Верес» (Рівне), Кубок УРСР, сезон 1976)
- В гостях: 1:1 (пен. 7:6) («Даугава» (Рига), Кубок СРСР, сезон 1988/89)

Найбільша поразка:

в чемпіонаті:
- Вдома: 1:6 (СКА (Львів), сезон 1965)
- В гостях: 0:5 (СКА (Київ), сезон 1963)

в кубку:
- Вдома: 0:2 (СКА (Київ), Кубок СРСР, сезон 1963)
- В гостях: 1:5 («Спартак» (Івано-Франківськ), Кубок УРСР, сезон 1975)

Найрезультативніший рахунок:
(без урахування найбільших перемог та поразок)
- Перемога: 5:3 (СКА (Одеса), чемпіонат, сезон 1962)
- Нічия: 4:4 («Нива» (Бережани), чемпіонат, сезон 1983)
- Поразка: 3:4 («Текстильник» (Камишин), чемпіонат, сезон 1991)

Голи та очки:

<+>
- Найбільша кількість очок в сезоні в національній першості (2 очки за перемогу): 76 очок в 52 матчах, Чемпіонат Української РСР, сезон 1989
- Найбільша кількість забитих голів в сезоні в національній першості: 91 гол в 54 матчах, Друга ліга СРСР, сезон 1988
- Найменша кількість пропущених голів в сезоні в національній першості: 25 голів в 44 матчах, Чемпіонат Української РСР, сезон 1978

<−>
- Найменша кількість очок в сезоні в національній першості (2 очки за перемогу): 32 очки в 40 матчах, Чемпіонат Української РСР, сезон 1963
- Найменша кількість забитих голів в сезоні в національній першості: 32 голи в 46 матчах, Чемпіонат Української РСР, сезон 1972
- Найбільша кількість пропущених голів в сезоні в національній першості: 67 голів в 40 матчах, Чемпіонат Української РСР, сезон 1963

#### Україна
Найбільша перемога:

в чемпіонаті:
- Вдома: 7:0 (ФК «Боярка», сезон 2005/06)
- В гостях: 6:0 («Нива» (Вінниця), сезон 1999/00)

в кубку:
- Вдома: 5:1 («Титан» (Армянськ), сезон 1997/98)
- В гостях: 4:1 («Енергія» (Нова Каховка), сезон 2019/20)

Найбільша поразка:

в чемпіонаті:
- Вдома: 0:5 («Динамо» (Київ), сезон 1992/93)
- В гостях: 0:7 (ФК «Красилів», сезон 2001/02)

в кубку:
- Вдома: 0:4 («Чорноморець» (Одеса), сезон 2014/15)
- В гостях: 0:5 («Дніпро-1» (Дніпро), сезон 2017/18)

Найрезультативніший рахунок:
(без урахування найбільших перемог та поразок)
- Перемога: 5:4 («Верес» (Рівне), чемпіонат, сезон 2019/20)
- Нічия: 3:3 (ЦСКА-2 (Київ), чемпіонат, сезон 1998/99)
- Поразка: 3:5 («Нива» (Тернопіль), чемпіонат, сезон 2014/15)

Голи та очки:

<+>
- Найбільша кількість очок в сезоні в національній першості (3 очки за перемогу): 95 очок в 42 матчах, Перша ліга України, сезон 1995/96
- Найбільша кількість забитих голів в сезоні в національній першості: 83 голи в 42 матчах, Перша ліга України, сезон 1995/96
- Найменша кількість пропущених голів в сезоні в національній першості: 12 голів в 20 матчах, Друга ліга України, сезон 2009/10

<−>
- Найменша кількість очок в сезоні в національній першості (3 очки за перемогу): 15 очок в 30 матчах, Перша ліга України, сезон 2014/15
- Найменша кількість забитих голів в сезоні в національній першості: 17 голів в 18 матчах, Вища ліга України, сезон 1992.
- Найбільша кількість пропущених голів в сезоні в національній першості: 68 голів в 38 матчах, Перша ліга України, сезон 1998/99.

### Особисті

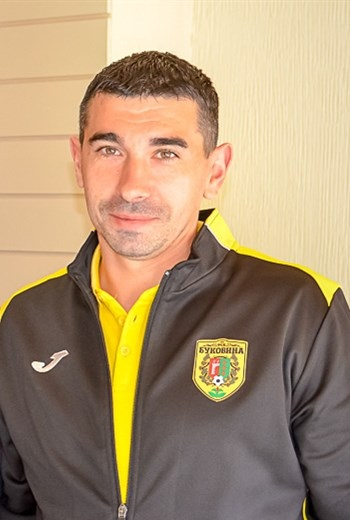
Олег Керчу — Рекордсмен чернівецької «Буковини» за кількістю зіграних поєдинків в український період.

#### Рекорди гравців
Український період
- У чемпіонатах України найбільше ігор провів Олег Керчу (304).
  - Найбільше ігор у Вищій лізі України провів Борис Фінкель (78).
  - Найбільше ігор у Першій лізі України провів Дмитро Білоус (168).
  - Найбільше ігор у Другій лізі України провів Олег Керчу (202).
- У кубкових турнірах України[26] найбільше ігор провів Володимир Павлов (18).
- У розіграшах Кубка України найбільше ігор провів Степан Маковійчук (14).

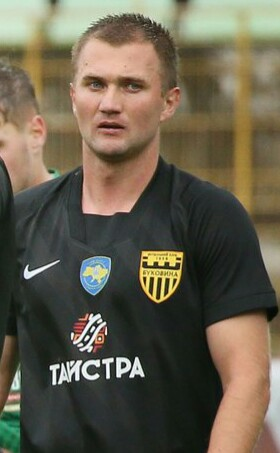
Василь Палагнюк — Найкращий бомбардир чернівецької «Буковини» в український період.

- Кращий бомбардир в чемпіонатах України Василь Палагнюк (66 голів).
  - Найбільше голів у Вищій лізі України забив Борис Фінкель (21).
  - Найбільше голів у Першій лізі України забили Дмитро Білоус, Руслан Гунчак та Василь Палагнюк (по 35).
  - Найбільше голів у Другій лізі України забив Олександр Семенюк (34).
- Кращий бомбардир в кубкових турнірах України[26] Микола Головачук (5 голів).
- Кращі бомбардири в розіграшах Кубка України Дмитро Білоус, Руслан Гунчак, Ігор Крашневський та Богдан Бойчук (по 3 гола).

| # | Ім'я             | ВЛ | 1Л  | ПТ | 2Л  | КУ | К2 | Всього |
| - | ---------------- | -- | --- | -- | --- | -- | -- | ------ |
| 1 | Олег Керчу       | —  | 102 | —  | 202 | 10 | —  | 314    |
| 2 | Дмитро Білоус    | 32 | 168 | 2  | 52  | 11 | —  | 265    |
| 3 | Володимир Павлов | 43 | 163 | 2  | 28  | 12 | 6  | 254    |
| 4 | Сергій Гамаль    | 10 | 133 | 2  | 91  | 10 | 6  | 252    |
| 5 | Роман Шпірнов    | 46 | 151 | 2  | 24  | 10 | 5  | 238    |

| # | Ім'я              | ВЛ | 1Л | ПТ | 2Л | КУ | Всього |
| - | ----------------- | -- | -- | -- | -- | -- | ------ |
| 1 | Василь Палагнюк   | —  | 35 | —  | 31 | 2  | 68     |
| 2 | Борис Фінкель     | 21 | 33 | —  | —  | 2  | 56     |
| 3 | Дмитро Білоус     | 1  | 35 | 1  | 13 | 3  | 53     |
| 4 | Руслан Гунчак     | —  | 35 | —  | 8  | 3  | 46     |
| 5 | Олександр Семенюк | —  | 10 | —  | 34 | 1  | 45     |

#### Кращі бомбардири сезону

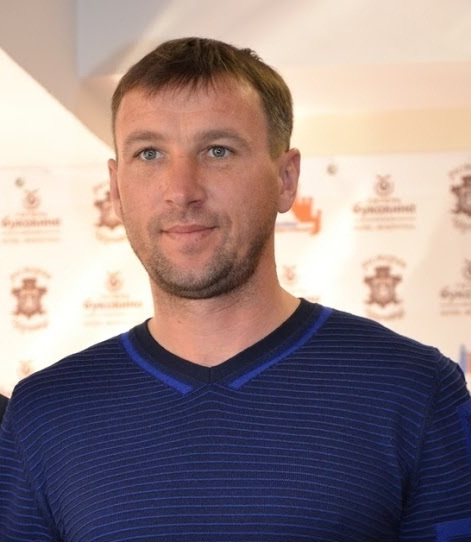
Руслан Гунчак — Кращий футболіст Першої ліги України сезону 2010/11.

##### СРСР
- Володимир Сакалов — Кращий бомбардир чемпіонату УРСР 1978 (19 м'ячів)
- Віктор Олійник — Кращий бомбардир чемпіонату УРСР 1987 (30 м'ячів)

##### Україна
- Владислав Коробкін — Кращий бомбардир Другої ліги України 2009/10 (14 м'ячів)
- Руслан Гунчак — Кращий бомбардир Першої ліги України 2010/11 (20 м'ячів)
- Василь Палагнюк — Кращий бомбардир Першої ліги України 2023/24 (14 м'ячів)

#### Воротарі-рекордсмени
(тут зазначені гравці: які провели більше одного сезону, подолавши при цьому позначку в 50 ігор)

Володимир Нікітін — Рекордсмен «Буковини» за кількістю проведених матчів серед воротарів.

| #  | Ім'я              | Матчів | Період                                |
| -- | ----------------- | ------ | ------------------------------------- |
| 1  | Володимир Нікітін | 335    | 1972, 1974, 1976—1981, 1983—1987      |
| 2  | Чоба Кахлик       | 270    | 1965—1967, 1968—1972                  |
| 3  | Олександр Пронін  | 170+   | 1965—1972, 1973, 1975—1977            |
| 4  | Павло Сиротін     | 173    | 1995—1996, 2000, 2003—2004, 2007—2008 |
| 5  | Василь Раковіца   | 150    | 1997—1999, 2001—2006, 2008            |
| 6  | Юрій Мелашенко    | 113    | 1995—1999                             |
| 7  | Василь Мудрей     | 105    | 1979—1985                             |
| 8  | Микола Чеботар    | 95     | 1987—1988                             |
| 9  | Володимир Циткін  | 82     | 1990—1991, 1992                       |
| 10 | Микола Чепурський | 71     | 1962—1963, 1967                       |
| 11 | Ігор Крапивкін    | 68     | 1991, 1992—1993, 2000—2001            |
| 12 | Богдан Когут      | 64     | 2012—2013, 2015                       |

#### Перші гвардійці

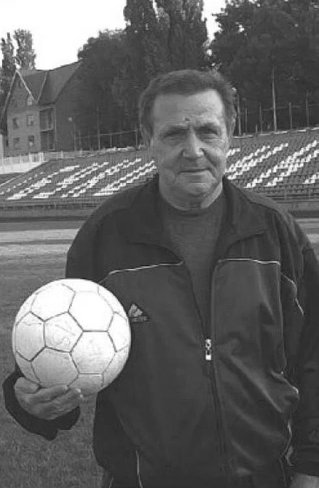
Валерій Семенов

| Матчів | Гравець         | Період     |
| ------ | --------------- | ---------- |
| 100    | Мурат Церіков   | Весна 1963 |
| 200    | Віктор Осадчук  | Осінь 1965 |
| 300    | Валерій Семенов | Осінь 1970 |
| 400    | Валерій Семенов | Осінь 1973 |
| 500    | Юрій Гій        | Літо 1995  |

| Матчів | Гравець          | Період          |
| ------ | ---------------- | --------------- |
| 100    | Борис Фінкель    | 29 вересня 1995 |
| 200    | Володимир Павлов | 18 вересня 1999 |
| 300    | Олег Керчу       | 8 квітня 2017   |

## Структура клубу

### ДЮСШ «Буковина»

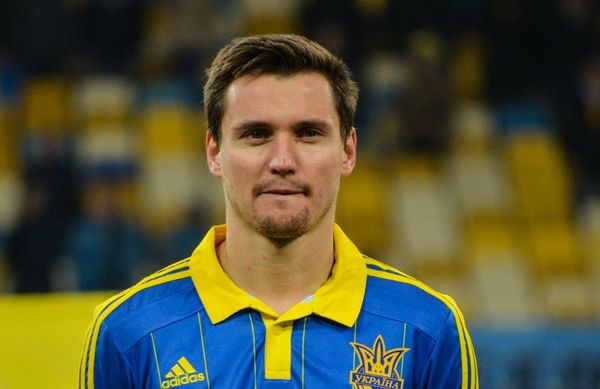
Денис Олійник — один із найкращих вихованців сучасності

У структуру клубу входить Спортивна дитячо-юнацька школа, яка виступає в Дитячо-юнацькій футбольній лізі України в п'яти вікових категоріях. Також в школі відбувається навчання дітей від 5 до 18 років, а тренерським процесом керують безліч тренерів-викладачів. Директор школи — Юрій Рудольфович Крафт.

### «Буковина-2»
У структуру клубу входить молодіжна команда «Буковина-2». Вона періодично виступає в чемпіонаті Чернівецької області. У сезон 2001 та 2013 команда виступала в аматорській лізі, де займала останні місця на груповому етапі. З сезону 2025/26 виступає у другій лізі чемпіонату України.

### «Лада» (Чернівці)
У структуру клубу неофіційно входив футбольний клуб «Лада», який був створений на рубежі 80-х — 90-х років XX століття і представляв підприємство «Лада Автосервіс». Клуб практично став фарм-клубом чернівецької «Буковини». Довгий час був регулярним учасником аматорських змагань, як обласних так і всеукраїнських. У сезоні 1994/95 отримав професійний статус і виступав в Третій лізі України, також неодноразово брав участь в кубку України. У 1995 році команда була розформована.

## Відомі гравці і тренери
| - / Юхим Школьников (гл. тренер) - / Абрам Лерман (гл. тренер) - / Борис Рассихін (гл. тренер) - / Юрій Гій (гравець і гл. тренер) - / Олександр Павленко (гравець і гл. тренер) - / Віктор Мглинець (гравець і гл. тренер) - / Юрій Шелепницький (гравець і гл. тренер) - / Віктор Олійник (гравець і тренер) - / Віктор Матвієнко (гл. тренер) - / Михайло Михалина (гл. тренер) - / Анатолій Сучков (гл. тренер) - / Віктор Каневський (гл. тренер) - / Федір Медвідь (гл. тренер) - / Юрій Дячук-Ставицький (тр. воротарів) - / Борис Фінкель - / Янош Габовда - / Денис Філімонов - / Олександр Бойко - / Анатолій Азаренков - / Григорій Батич - / Віталій Мінтенко - / Віктор Пасулько - / Сергій Шмундяк - / Віктор Хлус - / Олександр Томах - / Федір Чорба - / Володимир Коман - / Сергій Процюк - / Валерій Богуславський (гравець і гл. тренер) - / Богдан Самардак (гравець і тренер) - / Михайло Олефіренко - / Василь Задорожняк - / Володимир Сакалов | - / Дмитро Білоус - / Василь Євсєєв - / Володимир Сорокін - / Віктор Ряшко - / Олег Кучер - / Роман Лаба - / Юрій Овчаров (тр. воротарів) - Йосип Ліфшиць (гл. тренер) - Сергій Шищенко (гл. тренер) - Олег Ратій (гл. тренер) - Вадим Заяць (гравець і гл. тренер) - Руслан Гунчак (гравець і тренер) - Олег Керчу - Ігор Чайковський - Руслан Платон - Андрій Донець - Павло Іванов - Вадим Мельник - Олександр Чурілов - Богдан Когут - Максим Ілюк - Дмитро Стойко (тр. воротарів) - Михайло Сергійчук - Роман Степанков - Олександр Гуменюк (тр. воротарів) - Андрій Нікітін (тр. воротарів) - Валентин Слюсар (тренер) - Євген Сантрапинських - Степан Маковійчук - Олександр Мусієнко - Петро Климус - Олександр Маковійчук - Сергій Басов |